# Pachyramphus rufus
Pachyramphus rufus là một loài chim trong họ Tityridae.